# JIS A 4201
JIS A 4201とは、「建築物等の雷保護」についての日本産業規格（JIS）である。2010年現在のJIS A 4201:2003では、建物全体の雷対策について、満たすべき性能を定めたものとなっている。
かつて、この規格は「建築物等の避雷設備（避雷針）」について規定したものであったが、2003年にこの規格が、IEC 61024-1:1990の翻訳に一部変更を加えたものへと改訂された。

## 雷保護システム
略称はLPSとされている。建築物等を雷から保護するシステムの全体を指す。外部雷保護システムと内部雷保護システムの2つに分けられる。

### 外部雷保護システム
雷を誘導し、その雷電流を大地に流すためのシステムである。いわゆる避雷針のほか、接地と、その間をつなぐ引き下げ導線などが、これに含まれる。

### 内部雷保護システム
雷による過電圧の防止と、雷による感電保護を目的とするシステムである。等電位ボンディング、サージ防護デバイスなどの使用方法が、これに含まれる。